# Pozoun
Trombon či pozoun je žesťový hudební nástroj. Název trombón pochází z latiny, kdežto pozoun z němčiny a jsou naprosto rovnocenné – nezřídka se člověk ale může setkat s názorem, že trombón je větší (má větší menzuru), což je pravděpodobně způsobeno fonologickou podobností se slovem bombardón, tedy lidovým označením pro heligón, či že obsahuje mechaniku – trombony s větší menzurou zpravidla mívají tzv. kvartu, čili kvartovou klapku. Přesto jsou to synonyma a tato dvě označení jsou tedy neomezeně zaměnitelná. Podle Sachs-Hornbostelovy klasifikace patří mezi aerofony. Zvuk vzniká chvěním rtu na nátrubku. V soustavě trubek ústících do ozvučníku se pak vytváří charakteristický tón.

## Historie
Trombon je jedním z nejstarších hudebních nástrojů vyrobených z kovu. Za první moderní trombon se považuje výrobek nástrojaře Hanse Neuschela (†1533) z roku 1478. Princip snižce, tedy dvou do sebe zasunutých dvojic trubek, přišel ze Španělska, tak je pravděpodobné, že se na jeho vývoji nezanedbatelnou mírou podíleli Arabové. V období baroka byl pozoun využíván jako sólový a komorní nástroj (z důvodu nálevkovitého nátrubku, užší menzury a kóničtějšího roztrubu byl jeho zvuk jemnější a dobře se tedy zvukově vázal s tehdejšími violami a zobcovými flétnami), později v klasicismu jeho využití pokleslo z důvodu menšího obsazení symfonického orchestru, avšak zůstal využíván převážně v duchovní hudbě, kde především doplňoval pěvecké sbory po stránce intonační ale i dynamické. Sólově ho ale můžeme slyšet např. v Mozartově requiem.
Návrat trombonů do symfonické (tedy v tomto smyslu světské) hudby nastal v období romantismu, ve kterém skladatelé začali znovu preferovat velký symfonický orchestr.

## Využití
Trombon se používá nejen v orchestrech, ale i v kvartetech, kvintetech, v jazzu a samozřejmě se uplatňuje i jako sólový nástroj, nejčastěji s doprovodem klavíru. V minulosti se používala širší škála druhů pozounu. Existovaly trombony a pozouny diskantové, altové, tenorové, basové a kontrabasové. Dnes se používají především nástroje altové, tenorové a basové – diskantové a kontrabasové se používají zřídka.

## Složení trombonu/pozounu
Z hlediska konstrukce existují dva typy trombonu:
- snižcový trombon (pozoun)
- trombon s mechanikou (ventilový či pístový trombon)

Roztrubová část, která se kónicky rozšiřuje a na konci přechází do roztrubu (korpusu) je oběma typům společná. V ohybu se nejčastěji vyskytuje dolaďovací snižec a vyvažovací závaží (u pozounů s kvartou zpravidla toto závaží zastupuje mechanika a soustava trubek kvarty, nicméně i u takových pozounů se můžeme setkat se závažím, např. pokud je hmotnost této části oproti snižci nedostačující a těžiště nástroje by tedy bylo mimo levou – držící – ruku hráče)
Snižcová část se skládá z vlastního snižce a z vnitřních trubic. Snižec se dá plynule posouvat a tím mění délku nástroje. Využívá se 7 poloh pomocí kterých se snižuje vytvořený alikvótní tón o 0-6 půltónů. Celková délka trubice tenorového pozounu je zhruba dvakrát delší než má trubka, tedy okolo 270 cm. Úplným vysunutím snižce se prodlouží o 2×60 cm.
U trombonů s mechanickými ventily je namísto snižce soustava mechanicky připojovaných odboček (podobně jako na trubce) a stejně jako u trubky se užívá jak pístů, tak rotorů. Hra na takovýto trombón je pochopitelně v mnoha ohledech snazší, ale přitom je ochuzena o některé melodické prvky a ozdoby, např. o takzvané glissando, tedy volné "klouzání" mezi jednotlivými tóny a zároveň takový trombon nehraje příliš čistě – nelze například dolaďovat tóny v rámci přirozeného ladění a je tedy nutno užívat jen temperovaného ladění.
Některé snižcové pozouny jsou vybaveny i jednou klapkou pro palec, která prodlužuje dráhu vzduchu a snižuje zvuk o kvartu. Tato klapka velmi zjednodušuje hraní, protože není třeba natahovat se daleko do 6. či 7. polohy: namísto toho hráč vytáhne jen první nebo druhou a sníží tón pomocí klapky.

## Druhy trombonů/pozounů

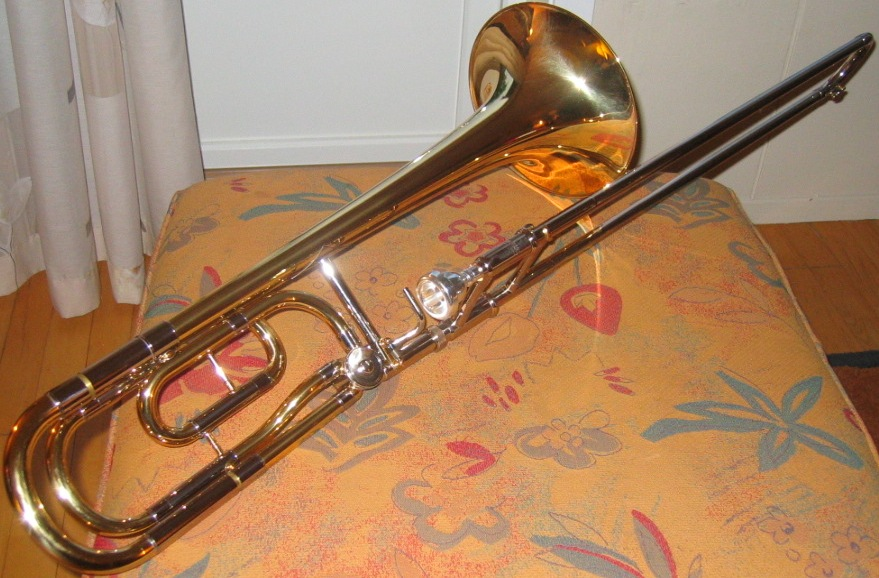
Trombon

### Pikolový trombon/pozoun
Je nejmenší z rodiny trombonových nástrojů.

### Sopránový trombon/pozoun
Taktéž označován jako diskantový je laděn v C, nebo v B. Rozsahem je nejbližší trubce a má i podobný zvuk. Byl zkonstruován v klasicismu, aby doplnil trombonový kvartet o vrchní hlas, který v předešlé interpretaci hrál zpravidla cink. Dnes se prakticky neužívá a pokud se s ním setkáme, zpravidla leží ve vitríně nebo visí na zdi. Pro svou intonační choulostivost způsobenou velmi krátkým snižcem byl často pro nedostatek kvalitních sopránpozounistů nahrazován snižcovou trubkou a dnes je při interpretaci starších skladeb nahrazován trubkou klasickou.

### Altový trombon/pozoun
Odbornou hatýrkou „alťák“ je laděn in Es. Užívaný rozsah je zpravidla od A do es², ale jako každý žesťový nástroj má horní hranici určenou nátiskovými možnostmi hráče. Jeho part se zapisuje v altovém klíči in C, tedy na rozdíl od jiných dechových nástrojů (např. lesního rohu nebo klarinetu) netransponovaně. Užívá se zřídka, většinou ve starších skladbách, zpravidla ve mších (např. Mozartův requiem), ojediněle se s ním však můžeme setkat i v moderních kompozicích – hojně ho uplatňoval ve svých aranžích např. Pulec-oktet.

### Tenorový trombon/pozoun
Dnes nejužívanější typ trombonu, na hudebních školách, konzervatořích a akademiích také jediný vyučovaný jako hlavní obor. Alt- a bastrombon se případně učí doplňkově jako tzv. příbuzný nástroj.

#### Ladění a zápis
Tenortrombon je laděn in B a zapisuje se v basovém, tenorovém a altovém klíči in C. (Velice zřídka se můžeme ve skladbách současných skladatelů setkat i s houslovým klíčem – pravděpodobně pro jeho celkově častější používání, ale hráči to nebývá akceptováno zrovna kladně.) Byť je basový klíč pro pozoun nejužívanější a potažmo „základní“, profesionální hráč musí perfektně ovládat všechny tři. V jazzu se zpravidla užívá jen basový. Ve vážné hudbě je pro zápis ve vyšších polohách obvyklý tenorový, ale altový (zvláště v 1. pozounu) nebývá výjimkou, a to i v případě, že part ani původně nebyl určen pro altový trombon. (Například Antonín Dvořák, jenž byl violista, často psal ve violovém klíči i 2. trombon - možná právě z toho důvodu, že z něj od 16 let hrál.)

#### Rozsah
„Učebnicový“ rozsah tenorového trombonu/pozounu bývá udáván od E do c², ale to je velice zavádějící, a to jak směrem nahoru, tak i dolů. Horní hranice, jak je popsáno výše, není striktně omezená, ale navíc existuje nemálo kompozic, které i větší rozsah vyžadují. (Např. ve slavném Ravelově Boleru je pozounové sólo psáno do des², nechvalně známé jsou mezi trombonisty také některé skladby Albana Berga, které se místy pohybují až do e² – pozounový part jeho Tří orchestrálních kusů dokonce začíná v pianissimu na es².) Stejně tak ani o spodní hranici se nedá uvažovat absolutně. Za prvé je tu možnost tzv. pedálových tónů (E1 až B1) a za druhé jsou moderní tenortrombony často vybaveny kvartou (díky tomu jsou také označovány jako tenor/bas či B/F), která ještě prodlužuje spodní nepedálový rozsah až do C. (S kvartou a pedálovými tóny v pozounových partech svých skladeb například počítal Leoš Janáček. Tento spodní „nadstavbový“ rejstřík se užívá – stejně jako vrchní – i sólově, zvláště v moderních skladbách – např. Sonata pro trombon a klavír „Vox Gabrieli“ od Stjepana Šulka.)

### Basový trombon/pozoun
V dnešní době známe dva typy bastrombonu.

#### Zápojkový bastrombon
Dnes obvykle používaný typ. Je laděn stejně jako tenortrombon in B a zpravidla je zapisován do basového klíče. Tenorový klíč je užíván zřídka a téměř výhradně pouze v sólových partech, když se melodie pohybuje ve vyšších polohách. Má ovšem větší menzuru, korpus a také nátrubek, aby se lépe hrály spodní polohy a lépe zněly. Moderní bastrombon obsahuje také jeden, častěji však dva ventily.

##### Jednoventilový bastrombon
Stavbou se neliší od standardního tenortrombonu s kvartou. Mívá jen větší menzuru a korpus.

##### Dvouventilový bastrombon
Jsou laděny zpravidla B/F/Es nebo B/F/D, některé modely dokonce mohou ladění zápojek měnit. Typy klapek dělíme podle uspořádání na závislé (dependent) a nezávislé (independent nebo in-line). V případě závislosti klapek je D (př. Es) ventil připojen na zápojku F, takže nemůže být užíván samostatně. Obě klapky jsou pak ovládány pouze palcem a mačkají se buď obě, nebo jen F klapka. U in-line mechaniky jsou oba ventily připojeny přímo na samotný nástroj. Zatímco kvarta (F klapka) je ovládána standardně palcem, druhý ventil je vyveden pod některý z dalších prstů levé ruky. Zápojky se tak mohou ovládat samostatně a takový trombon může užívat i ladění G případně Ges zapojením druhé klapky bez první.

#### Přirozený bastrombon
Historicky existuje F a Es bastrombon. Dnes se zřídka užívá pouze F trombon. Díky vodící páce velice dlouhého snižce se mezi hudebníky také přezdívá „pohrabáč“. Kvůli této páce je také technicky poněkud "neohrabaný", a proto ho postupem času nahradil zápojkový bastrombon. S rozsahem je na tom podobně jako tenorový trombon bez kvarty, jen o kvartu níž.

### Kontrabasový trombon/pozoun
Má ladění buď in B – o oktávu níž než tenorový – tedy stejně jako tuba a pro pohodlnost je vybaven dvojitým snižcem (dvojitě zahnutým). Všechny polohy jsou tudíž stejně vzdálené jako u tenorového pozounu. Je užíván zřídka, většinou pro doplnění trombonového kvartetu v symfonickém orchestru. V tomto smyslu je však častěji uplatňováno Cimbasso. V poslední době se stále více uplatňuje i kontrabastrombon laděný in F s jednou nebo dvěma zápojkami, který ovšem nemá vodící páku, jako původní F trombon, aby byla snazší technická pohyblivost. Samozřejmě takový snižec nemá standardní rozsah 7 poloh, jelikož by byl moc dlouhý na ruku hráče.
pozn.: Všechny tyto pozouny spadají do kategorie snižcových – nehledě na to, kolik mají zápojek.